# Панельне будівництво

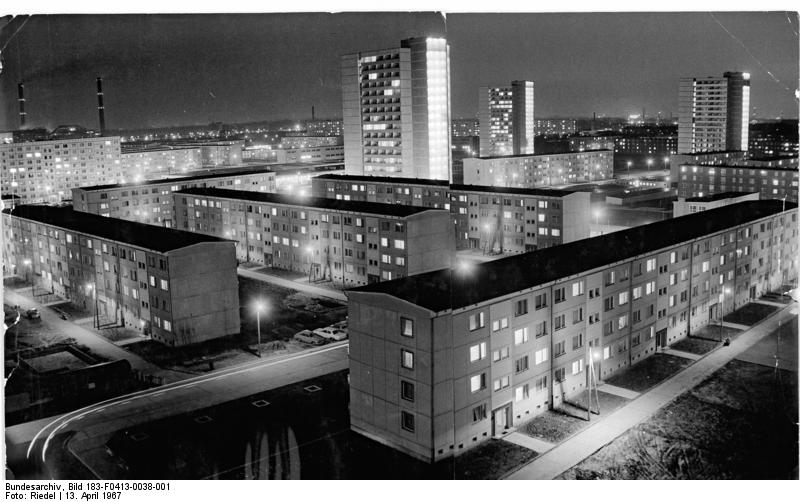
Панельні будинки у Берліні, 1967 рік

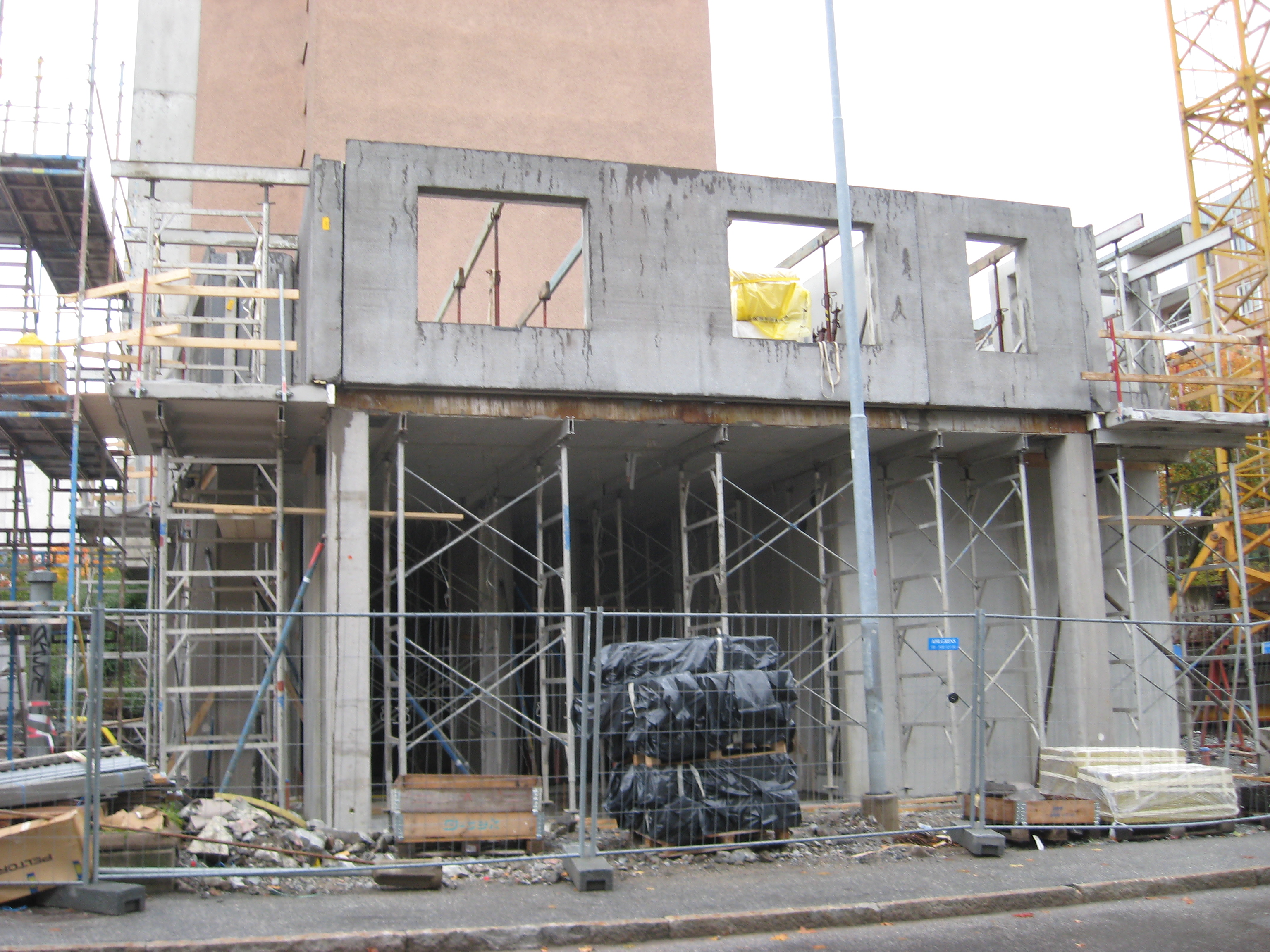
Будівництво з використанням фабрично виготовлених елементів з бетону

Панельне будівництво — один із способів збірного будівництва, включаючи сучасний спосіб «крупнопанельного домобудування», з випуском всіх елементів «панельних будинків» на спеціалізованих підприємствах великопанельного і каркасно-панельного домобудування.

## Історія

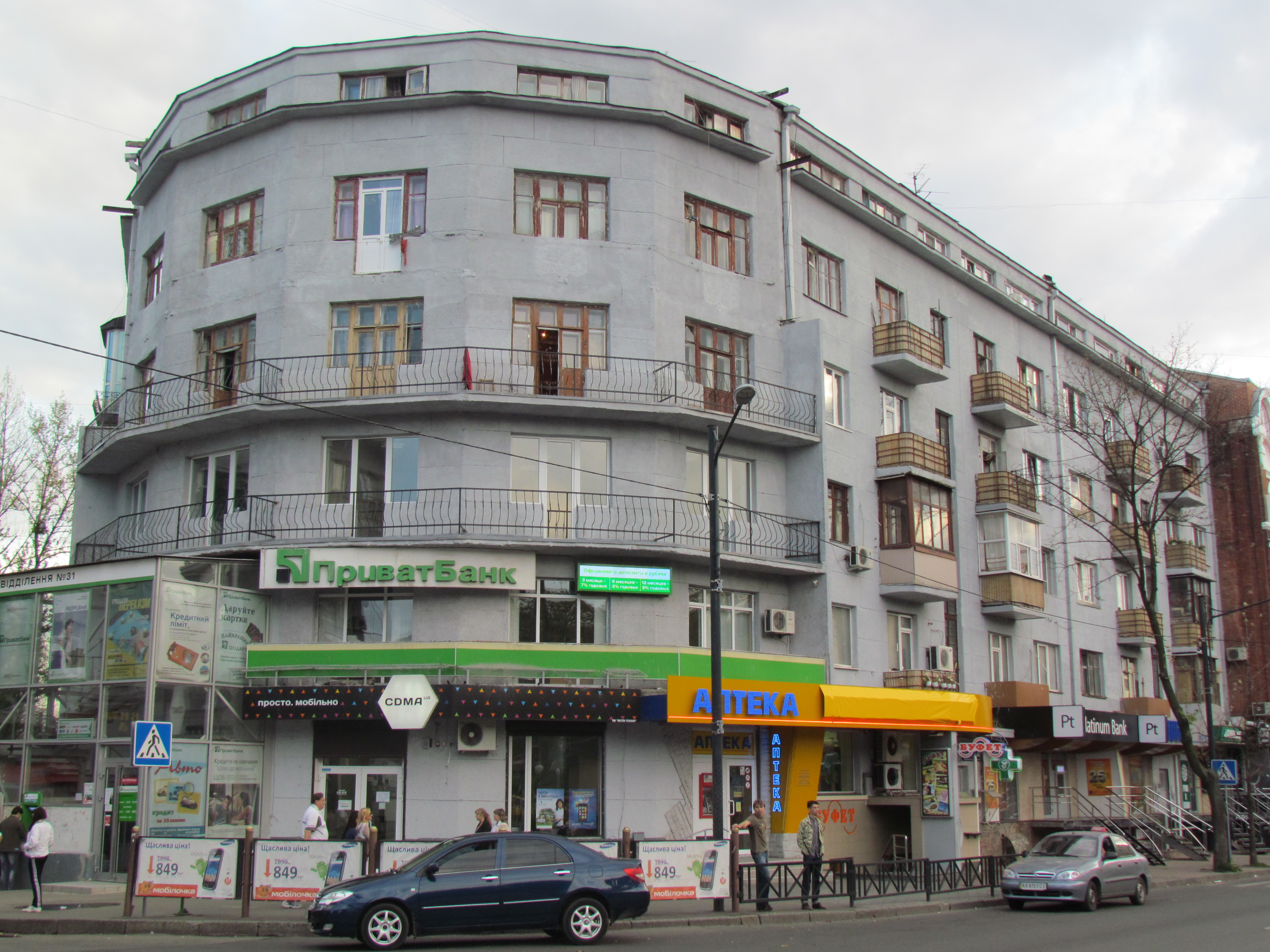
Житловий будинок з крупних блоків (Пушкінська 40)

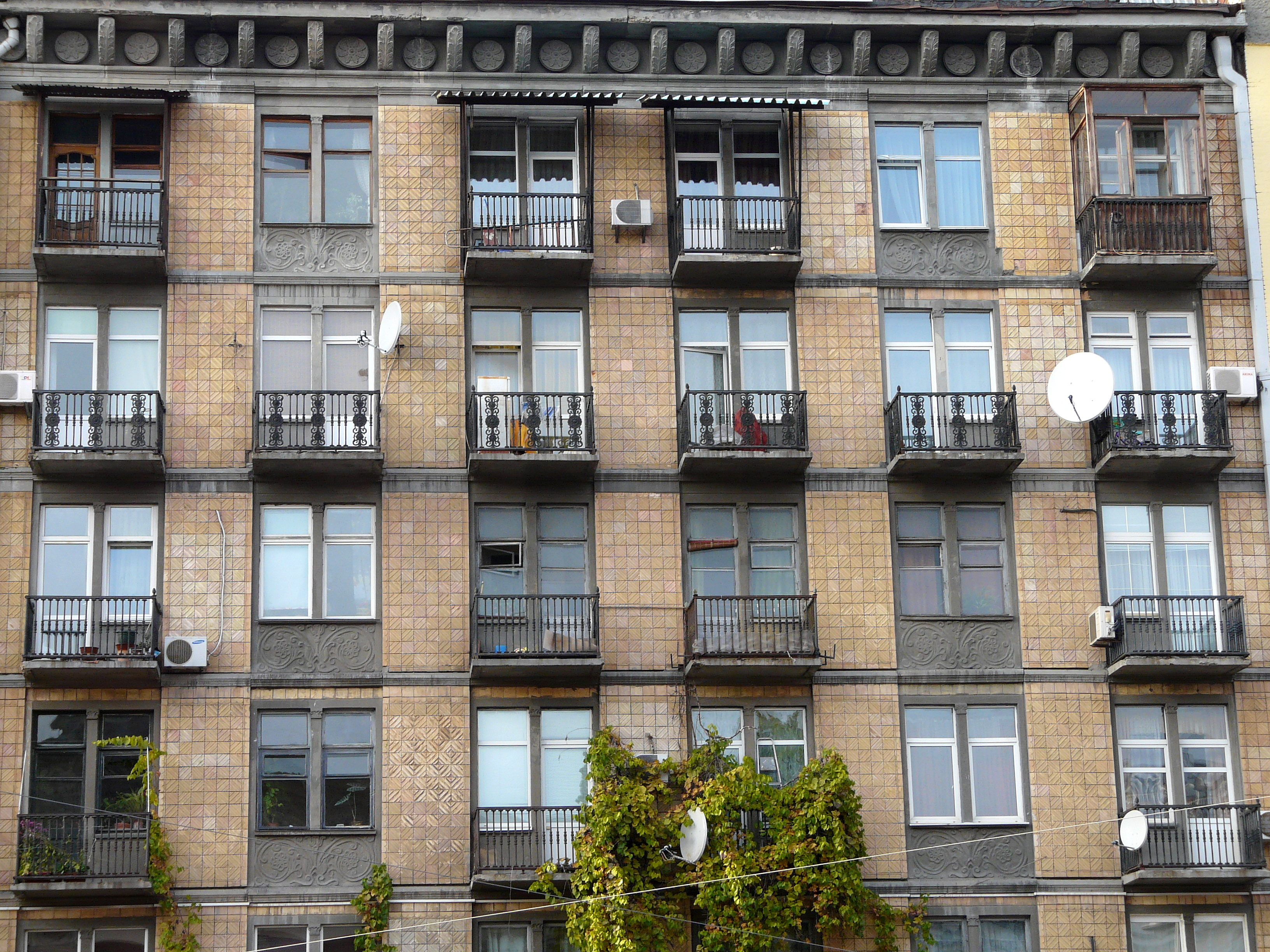
Перший панельний будинок в Києві на Великій Васильківській 16

Перший в СРСР 6-ти поверховий будинок зведений методом великопанельного будівництва у Харкові у 1931 році (вул. Пушкінська 40). Проєкт було створено архітекторами – Миколою Плєховим, Олексієм Тацієм, О.Г. Постниковою та інженером Андрієм Степановичем Ваценком. Будівництво було закінчено у 1933 році.
Харківський Український науковий інститут споруд (УНІС або УкрДІС) розробив 13 принципів збірно-індустріального будівництва. 1 з яких наголошував: «Типізуються та стандартизуються окремі елементи будинку, а не будинок у цілому, причому типізація і стандартизація елементів будівлі ні в якій мірі не повинні і не можуть суперечити ні якості житла, ні архітектурно-художньому оздобленню будівлі».
В Києві перший каркасний панельний будинок звели у 1951 році на вул Великій Васильківській 16 під керівництвом архітектора В. Єлізарова. Цей проєкт намагався поєднати в собі збірні елементи заводського виготовлення та класичний підхід до оформлення будинків.
Перший безкарскасний панельний будинок звели 1959 року серії 13-01 проекту Гипрогражданпромстрой на бульв. Дружби Народів, 25.

## Опис
Метод, заснований на використанні при зведенні багатоповерхових житлових будинків, великих адміністративних і будівель громадського призначення типових серій попередньо виготовлених елементів конструкцій будівель: блоків, великих залізобетонних панелей і плит заводського виробництва.
Будівництво панельних будинків неможливе при відсутності доріг достатньої вантажопідйомності і ширини (спеціальні машини для доставки великих монтажних одиниць — панелевози, в складі автопоїзда важать до 40 тонн і мають транспортні радіуси розворотів до 18 метрів або вимагають організації наскрізних проїздів уздовж кожного монтованого будинку). Використання потужного підйомного устаткування на будівельних майданчиках (маса панелей до 9 тонн при вильотах стріли не менше 30 метрів) вимагає використання кранів вантажопідйомністю від 14 тонн.

## Серійне виробництво
З 1960х років в Україні будують соціальне житло з панелей серій: 1-480, 1-464, 111-96, БПС, КТ, Т, АППС.

## Переваги і недоліки

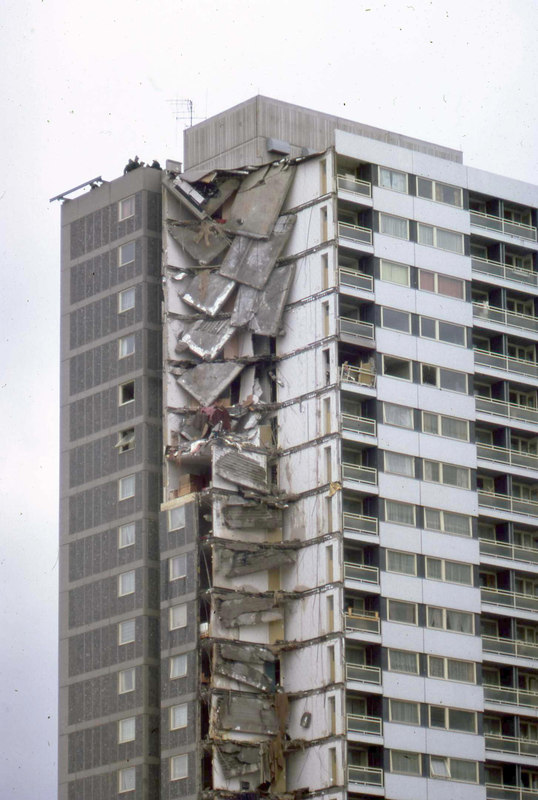
Ронан Пойнт, 1968 р
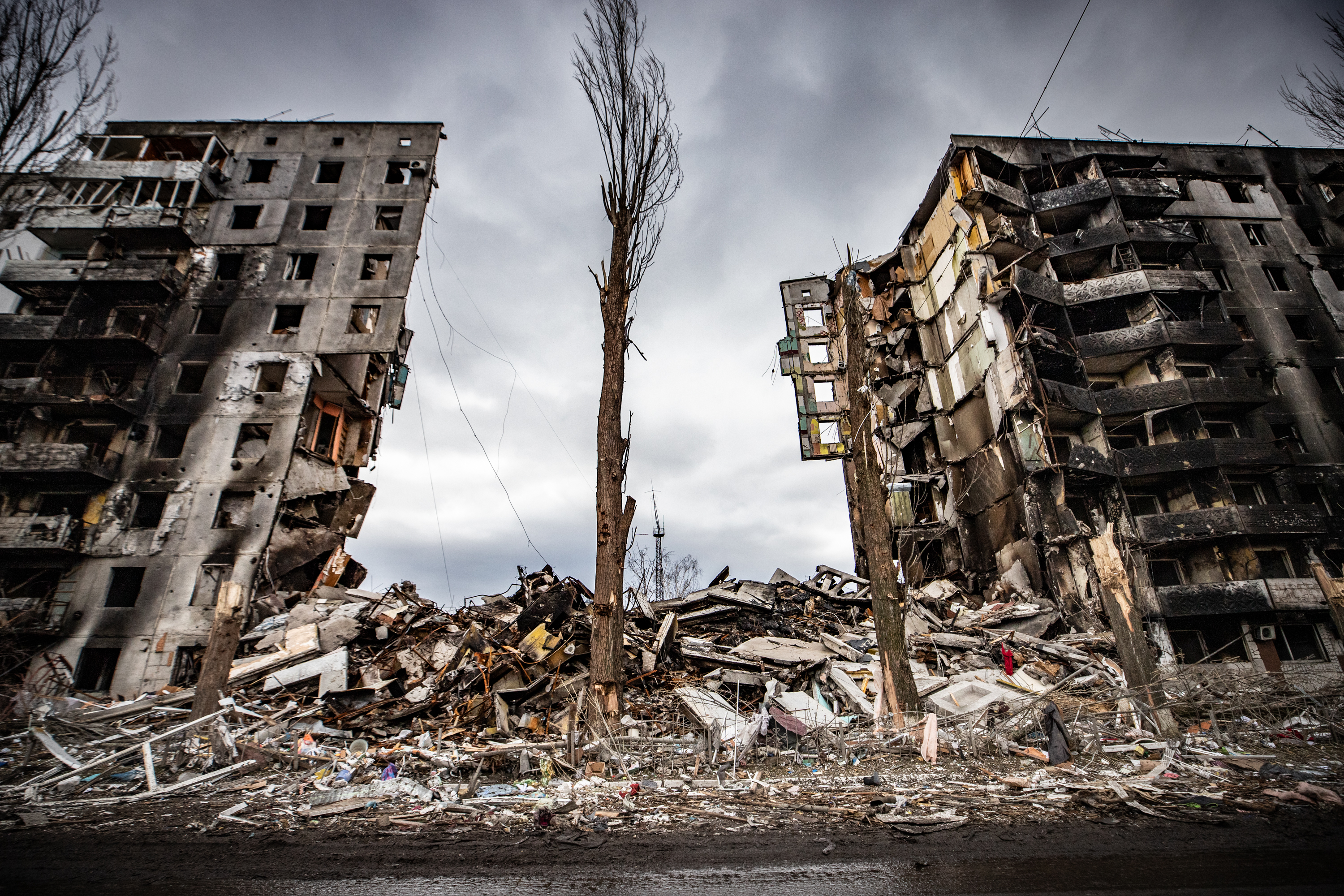
Зруйнований будинок серії 94/9 у Бородянці

За якістю будь-які вироби, виготовлені в заводських умовах з належним техконтролем, завжди будуть відрізнятися в позитивну сторону від виробів, вироблених прямо на будмайданчику.
Значно спрощується монтаж. На будмайданчик доставляють уже готові деталі, які будівельникам залишається лише змонтувати. В результаті цього продуктивність праці на такій споруді дуже висока. Площа будівельного майданчика набагато менша необхідної при будівництві цегельного будинку. Такі тривалі і трудомісткі процеси, як установка арматури або бетонування, які характерні для монолітного домобудівництва, повністю виключені. І як раз в цьому фахівці бачать головну перевагу панельного домобудування перед іншими типами будівництва.
Перевагою також є те, що на монтаж таких будинків менше впливають холода, тому їх можна здійснювати взимку.
Про недоліки публічно зауважували ще в 1980х. Зокрема відзначалася архітектурна невиразність та однотипність районів, забудованих великопанельними домами. Експлуатаційні недоліки — підвищенна звукопровідність, проникнення через стики повітря та вологи.
Недоліком є неможливість випуску широкого асортименту конструкцій. Різноманітність форм обмежується наявними типовими опалубками. Фактично, на заводах ЗБВ виготовляються тільки конструкції, що вимагають масового застосування. Через це широке впровадження технології збірного залізобетону призводить до появи великої кількості однотипних будівель, що, в свою чергу, призводить до деградації архітектури регіону.
Панельні будинки, в яких панелі кріпляться одна за одну і всі стіни є несучими - мають тенденцію до прогресивного руйнування. Вибування однієї секції будинку призводить до складання усіх поверхів над нею. Таке руйнування може бути завдане вибухом газу, вітром, пожежою чи ударом снаряду або ракети. Гучного резонансу отримало руйнування 22 поверхового будинку Ронан Пойнт в Лондоні 16 травня 1968 року, лише через два місяці після відкриття. Вибух газу виніс кілька несучих стін, спричинивши обвал одного кута будівлі; четверо людей загинули, 17 отримали поранення. Вражаючий характер обвалу (спричинений як поганим дизайном, так і неякісною конструкцією) призвів до втрати громадської довіри до висотних житлових будинків, що призвело до серйозних змін у британських будівельних нормах.